# Дружаевка
Дружаевка — село в Малосердобинском районе Пензенской области России. Административный центр Дружаевского сельсовета.

## География
Село находится в южной части Пензенской области, в пределах южной части Приволжской возвышенности, в лесостепной зоне, на левом берегу реки Сердобы, на расстоянии примерно 14 километров (по прямой) к северо-востоку от села Малая Сердоба, административного центра района. Абсолютная высота — 217 метров над уровнем моря.

### Климат
Климат характеризуется как умеренно континентальный, с относительно жарким летом и холодной продолжительной зимой. Средняя температура воздуха самого холодного месяца (января) составляет −13 °C; самого тёплого месяца (июля) — 20 °C. Продолжительность безморозного периода равна 140—150 дней. Годовое количество атмосферных осадков — 497 мм, из которых большая часть выпадает в тёплый период. Снежный покров держится в течение 130—140 дней.

### Часовой пояс
Село Дружаевка, как и вся Пензенская область, находится в часовой зоне МСК (московское время). Смещение применяемого времени относительно UTC составляет +3:00.

## Население
| 1924 | 1935 | 1939 | 1959 | 1970 | 1979 | 1989 |
| ---- | ---- | ---- | ---- | ---- | ---- | ---- |
| 64   | ↗402 | ↘301 | ↗341 | ↗492 | ↘418 | ↘396 |
| 1996 | 2002 | 2010 | 2021 |      |      |      |
| ↗414 | ↘344 | ↘296 | ↘235 |      |      |      |

### Национальный состав
Согласно результатам переписи 2002 года, в национальной структуре населения русские составляли 81 % из 344 чел.